# Tháng 11 năm 2007
Trang này liệt kê những sự kiện quan trọng vào tháng 11 năm 2007.

## Thứ năm, ngày1 tháng 11
- Cơn lụt đột ngột ở miền trung Việt Nam làm ít nhất 53 người bị thiệt mạng, trong khi 14.000 nhà bị ngập ở các tỉnh Quảng Trị, Quảng Bình, và Quảng Nam.

## Thứ bảy, ngày3 tháng 11
- Tổng thống Pervez Musharraf tuyên bố tình trạng khẩn cấp tại Pakistan và tạm ngừng hiến pháp.

## Chủ nhật, ngày4 tháng 11
- Álvaro Colom của đảng Đoàn kết Hy vọng Quốc gia thắng cử Tổng thống Guatemala.

## Thứ hai, ngày5 tháng 11
- Hội Tác giả Mỹ, nghiệp đoàn bao gồm 12.000 nhà viết kịch bản, đình công sau khi đàm phán với AMPTP về thù lao bị thất bại. BBC Nhân dân VOA
- Gần một triệu người phải di tản vì lũ lụt tại các bang Tabasco và Chiapas ở miền nam México, trong khi 300.000 người đang chờ cứu khỏi nhà. TTO[liên kết hỏng]
- Cơn lụt đột ngột ở miền trung Việt Nam làm ít nhất 53 người bị thiệt mạng và 80.000 nhà bị ngập. VOA VNN

## Thứ tư, ngày7 tháng 11
- Cảnh sát xung đột với những người biểu tình tại Tbilisi, thủ đô Gruzia, trong khi Tổng thống Mikhail Saakashvili tuyên bố tình trạng khẩn cấp. BBC TTO[liên kết hỏng] VNN VOA

## Thứ năm, ngày9 tháng 11
- Tổng thống Mikhail Saakashvili kêu gọi bầu cử sớm tại Gruzia sau khi tuyên bố tình trạng khẩn cấp tại thủ đô Tbilisi. BBC VNN VOA

## Thứ tư, ngày14 tháng 11
- Khối cực hữu Kiêu hãnh, Truyền thống, Chủ quyền trong Nghị viện châu Âu giải tán sau khi năm nghị sĩ của România từ chức vì Alessandra Mussolini cho rằng dân Romania là "người quen phạm pháp".
- Miền bắc Chile bị trận động đất với độ lớn 7,7, gần thành phố Calama.

## Thứ năm, ngày15 tháng 11
- Hơn 2.000 người bị thiệt mạng khi bão Sidr đổ bộ vào rừng Sundarban ở Bangladesh, có gió mạnh đến 250 km/h. BBC VNN VOA

## Thứ sáu, ngày16 tháng 11
- Muhammad Mian Soomro, Chủ tịch Nghị viện Pakistan, nhậm chức Thủ tướng lâm thời. BBC VNN

## Thứ bảy, ngày17 tháng 11
- Đảng Đân chủ Kosovo, đảng đối lập của Hashim Thaci, thắng cuộc bầu cử nghị viện, theo kết quả sơ bộ, và hứa hẹn tuyên bố Kosovo độc lập nếu cuộc đàm phán bị thất bại. VNN VOA

## Chủ nhật, ngày18 tháng 11
- Nhật Bản đánh cá voi lưng gù lần đầu tiên trong thời gian 40 năm, trong khi Hòa bình xanh và những tổ chức bảo vệ môi trường khác chỉ trích hoạt động này. BBC
- Ủy ban Liên chính phủ về Thay đổi Khí hậu (IPCC) xuất bản bản báo cáo thứ 4, cho rằng Trái Đất và loài người có nguy hiểm thường trực vì sự nóng lên của khí hậu toàn cầu. VOA

## Thứ ba, ngày20 tháng 11
- Hàng trăm ngàn công chức và sinh viên đại học gia nhập cuộc đình công tại Pháp. BBC TTO[liên kết hỏng] VNN VOA
- Tòa án xét xử Khmer Đỏ bắt đầu phiên xết xử đầu tiên để xem xét yêu cầu về tiền bảo lãnh của Khang Khek Ieu. BBC VNN VOA
- Cục Thuế và Hải quan Hoàng gia mất hồ sơ về các người đòi tiền trợ cấp nuôi con tại Vương quốc Anh, làm cho đến 7,25 triệu gia đình có thể bị ăn cắp danh tính. BBC

## Thứ bảy, ngày24 tháng 11
- Đảng Lao động Úc, dưới sự lãnh đạo của Kevin Rudd, thắng cử trong cuộc bầu cử liên bang, đánh bại chính phủ liên hiệp của Thủ tướng John Howard đang cầm quyền từ năm 1996.